# Liga Meridana de Invierno 2016
La Temporada 2016 de la Liga Meridana de Invierno fue la edición número 4. La temporada empezó el sábado 17 de septiembre cuando los Constructores de Cordemex, campeones del 2015, recibieron a los Azulejos de la Dolores Otero, este empezó 30 minutos antes de los demás partidos. Los demás partidos fueron, Rookies de Caucel recibiendo a los Zorros de Pacabtún y los Senadores de la Morelos a los Diablos de la Bojórquez. El domingo 18 de septiembre, se devolvieron todas las visitas, todos a la 1 de la tarde.
Los Zorros de Pacabtún dirigidos por José Vargas se proclamaron campeones al superar 2-1 a los Azulejos de la Dolores Otero en la serie por el título. El juego decisivo se disputó el 19 de diciembre en el Parque Gonzalo "Sansón" Novelo.

## Sistema de competencia
El rol de juegos consistió de 12 jornadas, jugándose los sábados y domingos a la 1 de la tarde. Además del Juego de Estrellas y el Derby de Cuandrangulares. Pasaron a playoffs los cuatro primeros lugares del standing, con base en ganados y perdidos.

### Playoffs
Definidos los 4 equipos calificados para los playoffs, se enfrentaron el equipo 1 contra el 4, el 2 vs. el 3. Los equipos 1 y 2 fueron locales en las Semifinales.
Las series de playoffs fueron a ganar 2 de 3 juegos posibles, bajo el esquema 1-1-1, es decir, un juego en la primera plaza, otro en la segunda y si es necesario, un último partido en la primera plaza.

## Equipos participantes
| Liga Meridana de Invierno 2016 |           |                                 |
| Equipo                         | Fundación | Campo                           |
| Azulejos de la Dolores Otero   | 2010      | Parque Gonzalo "Sansón" Novelo  |
| Constructores de Cordemex      | 2010      | Campo de La Colonia Cordemex    |
| Diablos de la Bojórquez        | 2010      | Campo de la Bojórquez           |
| Rockies de Caucel              | 2010      | Campo de la Comisaría de Caucel |
| Senadores de la Morelos        | 2010      | Campo de la Colonia Morelos     |
| Zorros de Pacabtún             | 2010      | Parque "Manuel Loría Rivero"    |

## Posiciones
- Actualizadas las posiciones al 8 de diciembre de 2016.

| Liga Meridana de Invierno    | Liga Meridana de Invierno | Liga Meridana de Invierno | Liga Meridana de Invierno | Liga Meridana de Invierno | Liga Meridana de Invierno |
| Equipo                       | JJ                        | JG                        | JP                        | JE                        | JV                        |
| ---------------------------- | ------------------------- | ------------------------- | ------------------------- | ------------------------- | ------------------------- |
| Senadores de la Morelos      | 23                        | 15                        | 8                         | 0                         | -                         |
| Rockies de Caucel            | 23                        | 13                        | 10                        | 0                         | 2.0                       |
| Azulejos de la Dolores Otero | 23                        | 12                        | 10                        | 1                         | 2.5                       |
| Zorros de Pacabtún           | 23                        | 11                        | 11                        | 1                         | 3.5                       |
| Diablos de la Bojórquez      | 23                        | 11                        | 12                        | 0                         | 4.0                       |
| Constructores de Cordemex    | 23                        | 6                         | 17                        | 0                         | 9.0                       |

| Clasificado a los playoffs |

## Juego de Estrellas
El Juego de Estrellas de la LMI se realizó el domingo 27 de noviembre en el Campo de la Colonia Morelos, casa de los Senadores de la Morelos. En dicho encuentro la Zona Suroriente se impuso a la Zona Norponiente con marcador de 5-3. Jonathan Rosado de los Zorros de Pacabtún fue elegido como el jugador más valioso del encuentro.
El Juego de Estrellas 2016 fue transmitido en vivo por radio por la frecuencia de la La Comadre; al igual que Home Run Derby.

### Tirilla
| Equipo                                                               | 1 | 2 | 3 | 4 | 5 | 6 | 7 | 8 | 9 | C | H | E |
| -------------------------------------------------------------------- | - | - | - | - | - | - | - | - | - | - | - | - |
| Zona Norponiente                                                     | 0 | 0 | 1 | 2 | 0 | 0 | 0 | 0 | 0 | 3 | 7 | 0 |
| Zona Suroriente                                                      | 1 | 0 | 0 | 0 | 0 | 3 | 0 | 1 | X | 5 | 9 | 1 |
| G: Hernán Rosado (1-0); P: César Villarreal (0-1); SV: José Sánchez. |   |   |   |   |   |   |   |   |   |   |   |   |
| HR: No hubo.                                                         |   |   |   |   |   |   |   |   |   |   |   |   |

### Home Run Derby
El Home Run Derby se realizó a las 11:00 horas del ￼mismo día que el Juego de estrellas, al cual acudieron los líderes de cuadrangulares del circuito. El dominicano Fernando Martínez de los Zorros de Pacabtún conectó tres cuadrangulares en la ronda final para superar a Jesús García de los Senadores de la Morelos, quien apenas conectó uno.

#### Jugadores participantes
| Nombre            | Equipo                       | HR |
| ----------------- | ---------------------------- | -- |
| Osniel Madera     | Azulejos de la Dolores Otero | 14 |
| Fernando Martínez | Zorros de Pacabtún           | 11 |
| Oswaldo Cabrera   | Rockies de Caucel            | 8  |
| Jesús García      | Senadores de la Morelos      | 8  |
| Reyner Romero     | Azulejos de la Dolores Otero | 8  |
| Ricardo Vázquez   | Constructores de Cordemex    | 7  |

NOTA: Home runs al 26 de noviembre de 2016.

#### Tabla de posiciones
| Jugador           | Equipo                       | 1ª Ronda | 2ª Ronda | Final | Total |
| ----------------- | ---------------------------- | -------- | -------- | ----- | ----- |
| Fernando Martínez | Zorros de Pacabtún           | 6        | 3        | 3     | 12    |
| Jesús García      | Senadores de la Morelos      | 3        | 9        | 1     | 13    |
| Ricardo Vázquez   | Constructores de Cordemex    | 6        | 2        | -     | 8     |
| Reyner Romero     | Azulejos de la Dolores Otero | 5        | 0        | -     | 5     |
| Oswaldo Cabrera   | Rockies de Caucel            | 3        | -        | -     | 3     |
| Osniel Madera     | Azulejos de la Dolores Otero | 2        | -        | -     | 2     |

- Resumen del HR Derby y el Juego de Estrellas.

## Playoffs
|  | Semifinales | Semifinales   | Semifinales |               |   | Final    | Final | Final |  |
|  |             |               |             |               |   |          |       |       |  |
|  |             |               |             |               |   |          |       |       |  |
|  | 4           | Pacabtún      | 2           |               |   |          |       |       |  |
|  | 4           | Pacabtún      | 2           |               |   |          |       |       |  |
|  | 1           | La Morelos    | 1           |               |   |          |       |       |  |
|  | 1           | La Morelos    | 1           |               | 4 | Pacabtún | 2     |       |  |
|  |             |               |             |               | 4 | Pacabtún | 2     |       |  |
|  |             |               | 3           | Dolores Otero | 1 |          |       |       |  |
|  | 3           | Dolores Otero | 3           | Dolores Otero | 1 | 2        |       |       |  |
|  | 3           | Dolores Otero |             |               |   | 2        |       |       |  |
|  | 2           | Caucel        | 0           |               |   |          |       |       |  |
|  | 2           | Caucel        | 0           |               |   |          |       |       |  |
|  |             |               |             |               |   |          |       |       |  |

### Semifinales
| Equipo                                                           | 1 | 2 | 3 | 4 | 5 | 6 | 7 | 8 | 9 | C | H | E |
| ---------------------------------------------------------------- | - | - | - | - | - | - | - | - | - | - | - | - |
| Pacabtún                                                         | 0 | 0 | 0 | 1 | 0 | 0 | 1 | 0 | 0 | 2 | # | # |
| La Morelos                                                       | 1 | 0 | 0 | 1 | 0 | 0 | 0 | 0 | 1 | 3 | # | # |
| G: José Miguel Piña (1-0); P: Mario Figueroa (0-1); SV: No hubo. |   |   |   |   |   |   |   |   |   |   |   |   |
| HR: PAC - Luis Irigoyen (1).                                     |   |   |   |   |   |   |   |   |   |   |   |   |

| Equipo                                                        | 1 | 2 | 3 | 4 | 5 | 6 | 7 | 8 | 9 | C | H | E |
| ------------------------------------------------------------- | - | - | - | - | - | - | - | - | - | - | - | - |
| La Morelos                                                    | 1 | 0 | 1 | 0 | 1 | 2 | 0 | 2 | 0 | 7 | # | # |
| Pacabtún                                                      | 2 | 0 | 1 | 0 | 2 | 0 | 0 | 0 | 3 | 8 | # | # |
| G: Gilbert Irigoyen (1-0); P: Jafet Canto (0-1); SV: No hubo. |   |   |   |   |   |   |   |   |   |   |   |   |
| HR: MOR - Willie Castro (1), Jesús García (1).                |   |   |   |   |   |   |   |   |   |   |   |   |

| Equipo                                                                  | 1 | 2 | 3 | 4 | 5 | 6 | 7 | 8 | 9 | C | H | E |
| ----------------------------------------------------------------------- | - | - | - | - | - | - | - | - | - | - | - | - |
| Pacabtún                                                                | 0 | 1 | 0 | 0 | 0 | 1 | 0 | 0 | 0 | 2 | # | # |
| La Morelos                                                              | 0 | 1 | 0 | 0 | 0 | 0 | 0 | 0 | 0 | 1 | # | # |
| G: Ricardo Rivero (1-0); P: Alfredo Chan (0-1); SV: Mario Figueroa (1). |   |   |   |   |   |   |   |   |   |   |   |   |
| HR: PAC - Emilio López (1).                                             |   |   |   |   |   |   |   |   |   |   |   |   |

| Equipo                                                            | 1 | 2 | 3 | 4 | 5 | 6 | 7 | 8 | 9 | C | H | E |
| ----------------------------------------------------------------- | - | - | - | - | - | - | - | - | - | - | - | - |
| Dolores Otero                                                     | 0 | 0 | 1 | 0 | 5 | 0 | 0 | 0 | 2 | 8 | # | # |
| Caucel                                                            | 2 | 0 | 0 | 0 | 0 | 1 | 0 | 0 | 0 | 3 | # | # |
| G: Ismael Castillo (1-0); P: Daniel Brito (0-1); SV: No hubo.     |   |   |   |   |   |   |   |   |   |   |   |   |
| HR: DOL - Ken Jiménez (1), Reynier Romero (1), Osniel Madera (1). |   |   |   |   |   |   |   |   |   |   |   |   |

| Equipo | 1 | 2 | 3 | 4 | 5 | 6 | 7 | 8 | 9 | C  | H | E |
| --- | - | - | - | - | - | - | - | - | - | -- | - | - |
| Caucel | 4 | 1 | 0 | 3 | 1 | 3 | 2 | 0 | 0 | 14 | # | # |
| Dolores Otero | 3 | 2 | 1 | 2 | 0 | 5 | 1 | 6 | X | 20 | # | # |
| G: Christopher Herrera (1-0); P: Daniel Brito (0-2); SV: No hubo.                                                                          |   |   |   |   |   |   |   |   |   |    |   |   |
| HR: CAU - Oswaldo Cabrera (1), Julián Castro (1), Héctor Angulo (1); DOL - Reynier Romero (2 y 3), Wilberth Buenfil (1), Nígel Novelo (1). |   |   |   |   |   |   |   |   |   |    |   |   |

### Final

#### Pacabtún vs. Dolores Otero

##### Juego 1
17 de diciembre de 2016; Parque Gonzalo "Sansón" Novelo, Mérida, Yucatán.
| Equipo                                                          | 1 | 2 | 3 | 4 | 5 | 6 | 7 | 8 | 9 | C | H  | E |
| --------------------------------------------------------------- | - | - | - | - | - | - | - | - | - | - | -- | - |
| Pacabtún                                                        | 0 | 0 | 0 | 0 | 0 | 0 | 0 | 0 | 3 | 3 | 5  | 3 |
| Dolores Otero                                                   | 2 | 0 | 1 | 3 | 0 | 0 | 1 | 1 | X | 8 | 11 | 1 |
| G: Ismael Castillo (2-0); P: Ricardo Rivero (1-1); SV: No hubo. |   |   |   |   |   |   |   |   |   |   |    |   |
| HR: PAC - Emilio López (2); DOL - Felipe Cen (1).               |   |   |   |   |   |   |   |   |   |   |    |   |

- Dolores Otero lidera la serie 1-0.

##### Juego 2
18 de diciembre de 2016; Parque "Manuel Loría Rivero", Mérida, Yucatán.
| Equipo                                                                     | 1 | 2 | 3 | 4 | 5 | 6 | 7 | 8 | 9 | C  | H | E |
| -------------------------------------------------------------------------- | - | - | - | - | - | - | - | - | - | -- | - | - |
| Dolores Otero                                                              | 0 | 1 | 1 | 0 | 2 | 1 | 0 | 0 | 0 | 5  | # | # |
| Pacabtún                                                                   | 1 | 0 | 5 | 2 | 0 | 0 | 0 | 3 | X | 11 | # | # |
| G: Mario Figueroa (1-1); P: Hernán Rosado (0-1); SV: Gilbert Irigoyen (1). |   |   |   |   |   |   |   |   |   |    |   |   |
| HR: PAC - Emilio López (3), Abraham Salomón (1).                           |   |   |   |   |   |   |   |   |   |    |   |   |

- Serie empatada a 1.

##### Juego 3
19 de diciembre de 2016; Parque Gonzalo "Sansón" Novelo, Mérida, Yucatán.
| Equipo                                                                                          | 1 | 2 | 3 | 4 | 5 | 6 | 7 | 8 | 9 | C  | H | E |
| ----------------------------------------------------------------------------------------------- | - | - | - | - | - | - | - | - | - | -- | - | - |
| Pacabtún                                                                                        | 7 | 0 | 0 | 2 | 0 | 0 | 3 | 2 | 0 | 14 | # | # |
| Dolores Otero                                                                                   | 0 | 0 | 0 | 2 | 0 | 0 | 0 | 0 | 2 | 4  | # | # |
| G: Abraham Dulá (1-0); P: Abiff Mérida (0-1); SV: No hubo.                                      |   |   |   |   |   |   |   |   |   |    |   |   |
| HR: PAC - Jonathan Rosado (1), Emilio López (4), Abraham Salomón (2); DOL - Reynier Romero (4). |   |   |   |   |   |   |   |   |   |    |   |   |

- Pacabtún gana la serie 2-1.[4]

## Cuadro de Honor
| Equipos                      | Posición   |
| ---------------------------- | ---------- |
| Zorros de Pacabtún           | Campeón    |
| Azulejos de la Dolores Otero | Subcampeón |
| Senadores de la Morelos      | 3° Lugar   |
| Rockies de Caucel            | 4° Lugar   |
| Diablos de la Bojórquez      | 5° Lugar   |
| Constructores de Cordemex    | 6° Lugar   |